# Luís de Jesus de Bourbon
Luís de Jesus de Bourbon e Bragança (Madrid, 17 de janeiro de 1864 – Argel, 24 de janeiro de 1889), foi um infante hispano-português, primeiro Duque de Ánsola, membro da família real espanhola e da família real portuguesa. Terceiro filho do infante Sebastião da Espanha e Portugal, e de sua esposa, a infanta Maria Cristina da Espanha, era primo-irmão do rei Afonso XII da Espanha.

## Biografia
Dom Luís de Jesus nasceu no dia 17 de janeiro de 1864 em Madrid, sendo o terceiro filho do infante Sebastião da Espanha e Portugal, e de sua segunda esposa, a infanta Maria Cristina da Espanha. Aos quatro anos teve de se exilar na França com a família após o destronamento da rainha Isabel II, embora tenha podido regressar a Espanha alguns anos depois, após a Restauração da Monarquia na pessoa de Afonso XII, seu primo de primeiro grau.
Apesar de ter nascido de um casamento dinástico entre infantes da Espanha, Luís não detinha esta dignidade nem era tratado como Alteza Real. Assim decidira a rainha Isabel II para todos os filhos do infante Sebastião, já que a vasta fortuna privada do Infante, bastava para sustentar dignamente a sua descendência, e não ficar recebendo dos cofres do Estado.
Com a posterior morte de seu pai, em 14 de fevereiro de 1875, seu primo o rei Afonso XII assumiu a tutela dele e de seus irmãos por incapacidade de sua mãe. Para isso, o rei conseguiu para Luís e seus irmãos uma cuidadosa educação, conseguindo-lhe os melhores instrutores da Corte e depois enviando-o ao prestigioso Theresianum em Viena.
Em 1887 a rainha regente Maria Cristina conferiu-lhe o título de Duque de Ánsola, com Grandeza de Espanha.
Após seu casamento, Luís se estabeleceu primeiro em Paris, onde nasceu o primeiro filho, mas a frágil saúde do Duque o obrigou a se mudar para Argel, em busca de um clima mais ameno. Sua esposa não o acompanhou e, na ausência do marido, há rumores de que ela teve um caso amoroso com o diplomata espanhol Manuel Méndez de Vigo. Uma segunda gravidez a obrigou a se encontrar com o Duque em Argel para salvar as aparências, embora a paternidade da criança estivesse sendo questionada por aqueles ao seu redor.
Dom Luís de Jesus não chegaria a conhecer seu segundo filho, pois faleceu em Argel em 24 de janeiro de 1889, vítima de problemas respiratórios. A criança nasceu a 3 de fevereiro seguinte, tendo sido aceito como filho pelo falecido Duque nas suas últimas disposições.
Seu corpo foi inicialmente enterrado em Toledo, no jazigo da família dos Condes de Guendulain, primos da Duquesa viúva.
O Ducado de Ánsola é atualmente ocupado por Cecilia Walford y Hawkins, descendente de se irmão Francisco, Duque de Marchena, irmão mais velho de Dom Luís de Jesus.

## Casamento e descendência
Um ano antes de receber o título ducal, em 13 de maio de 1886, Dom Luís de Jesus casou-se com sua prima em segundo grau, Dona Ana Germana Bernaldo de Quirós y Muñoz, filha dos Marqueses de Campo Sagrado. Ana Germana era neta da rainha Maria Cristina, irmã da princesa Luísa Carlota das Duas Sicílias, avó de Dom Luís.
Embora a sua verdadeira paternidade seja contestada, o Duque de Ánsola teve oficialmente dois filhos:
- Dom Luís Afonso de Bourbon e Bragança, 2.º Duque de Ánsola (1887–1942), casou-se em 1914 em Londres com Beatrice Harrington, sem descendência.
- Dom Mafredo Luís de Bourbon e Bragança, 1.º Duque de Hernani, 3.º Duque de Ánsola (1889–1979), casou-se duas vezes mas não teve descendência. O Ducado de Hernani foi herdado, após sua morte, pela infanta Dona Margarida, irmã mais nova do rei Juan Carlos I da Espanha.

Após sua morte, sua esposa viria a se casar novamente em 30 de novembro de 1890, com Méndez de Vigo, com quem teve mais sete filhos.